# محمية حرة الحرة
محمية حرة الحرة هي محمية طبيعة في المملكة العربية السعودية تابعه لـ محمية الملك سلمان بن عبدالعزيز الملكية، وهي أولى المحميات التي أقامتها الهيئة عام 1987م، تقع شمال غرب المملكة العربية السعودية مع حدود المملكة الأردنية الهاشمية، وتمتد شرق وادي السرحان، تبلغ مساحة محمية حرة الحرة 13775 كيلومتر مربع، ويتكون سطح المحميّة من هضبة بركانيه تكثر فيها الصخور البازلتية السود إضافة إلى مجموعة من الجبال البركانية المنخفضة التي يتراوح ارتفاعها بين 800 و1150 مترا عن سطح البحر.
تمتاز محمية حرة الحرة بتنوع غطائها النباتي الذي يتكون من نباتات معمرة وحولية تكثر في مجاري السيول وعلى جوانبها، أهم الأشجار التي تنموا في المحمية هي الطرفا الأثل والإرطي والعوسج، كما توجد الكثير من الشجيرات الأعشاب الحولية، ومن أهم الحيوانات الموجودة في محمية حرة الحرة الظبي الريم والذئب العربي والثعلب الأحمر والثعلب الرملي وضبع مخطط الأرنب البري والجربوع، أما الطيور فيتواجد في المحمية الكثير من حبارى والعقاب الذهبي والكروان وتسع أنواع من القنابر، وأنواع أخرى من الطيور المقيمة والمهاجرة، بالإضافة إلى عدد من الزواحف.